# SS Romulea
SS Romulea Roma – włoski klub piłkarski, mający swoją siedzibę w stolicy kraju - Rzymie.

## Historia
Chronologia nazw:
- 1921: SS Romulea
- 1926: klub zawiesił działalność
- 1946: SS Romulea
- 1980: Romulea L.U.P.A.
- 1983: SS Romulea

Piłkarski klub Romulea został założony w Rzymie w 1921 roku. W sezonie 1923/24 startował w Seconda Divisione, gdzie zajął czwarte miejsce w grupie laziale. W sezonie 1924/25 znów był czwartym w grupie laziale Seconda Divisione. Następny sezon 1925/26 zakończył na drugiej pozycji, po czym zawiesił swoją działalność.
Po zakończeniu II wojny światowej w 1946 klub ponownie startował w mistrzostwach Włoch. Do 1951 występował w Prima Divisione Laziale. W sezonie 1951/52 zajął drugie miejsce w grupie I Promozione. Latem 1952 liga zmieniła nazwę na IV Serie, a w 1959 roku na Serie D. Do 1984 roku przez 30 sezonów klub występował w czwartej klasie rozgrywek z wyjątkiem sezonu 1961/62 oraz lat 1965-1967. Od 1980 do 1983 klub nazywał się Romulea L.U.P.A. W sezonie 1983/84 zajął 16.miejsce w grupie G i spadł do rozgrywek regionalnych. Od 1998 do 2006 roku klub nie uczestniczył w żadnych rozgrywkach o mistrzostwo. Obecnie występuje w klasie Promozione.

## Sukcesy

### Trofea międzynarodowe
Nie uczestniczył w rozgrywkach europejskich (stan na 31-12-2016).

### Trofea krajowe
| \| \| Zdobyte trofea w rozgrywkach Włoch (stan na: 31-05-2017) \| |                                                          |      |                         |
| Rozgrywki                                                         | Osiągnięcie                                              | Razy | Sezon(y)                |
| · Mistrzostwo                                                     | I miejsce                                                | 0    |                         |
| · Mistrzostwo                                                     | II miejsce                                               | 0    |                         |
| · Mistrzostwo                                                     | III miejsce                                              | 0    |                         |
| · Puchar                                                          | zdobywca                                                 | 0    |                         |
| · Puchar                                                          | finalista                                                | 0    |                         |
| II liga                                                           | I miejsce                                                | 0    |                         |
| II liga                                                           | II miejsce                                               | 1    | 1925/26 (grupa laziale) |
| II liga                                                           | III miejsce                                              | 0    |                         |
| Włochy                                                            | Zdobyte trofea w rozgrywkach Włoch (stan na: 31-05-2017) |      |                         |

## Stadion
Klub rozgrywał swoje mecze domowe na stadionie Campo Roma w Rzymie, który może pomieścić 1000 widzów.